# Struk

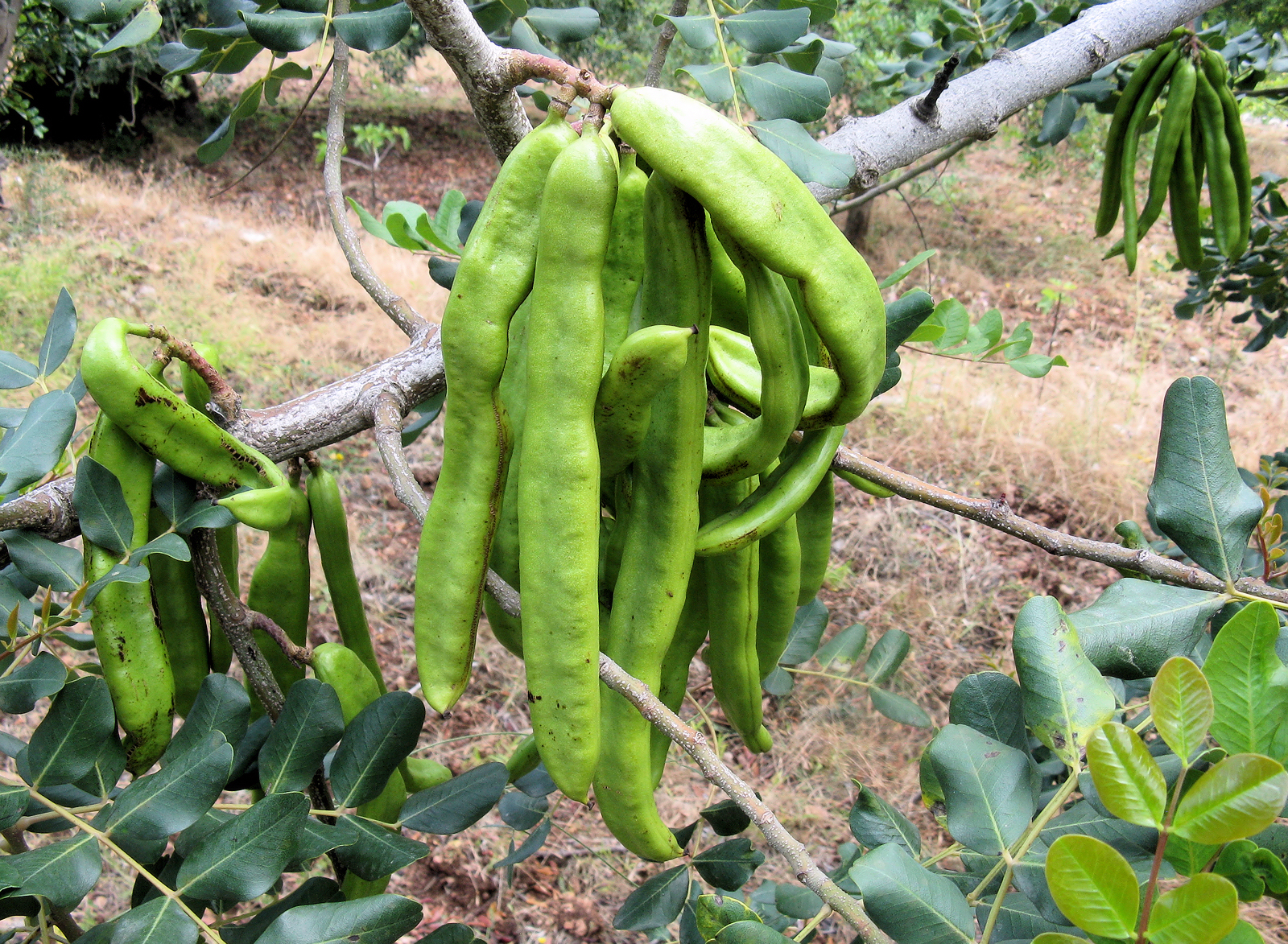
Struky rohovníku obecného (Ceratonia siliqua) – svatojánský chléb

Struk (lomentum) patří mezi pravé suché poltivé (lámavé) vícesemenné plody vzniklé z cenokarpického gynecea. Je protáhlého tvaru se zřetelným zúžením mezi jednotlivými semeny.

## Popis
Patří mezi plody pukavé, kde se řadí do podskupiny plodů lámavých. Svou stavbou i vzhledem je podoben šešuli. Na rozdíl od ní ale nepuká podélně, ale láme se napříč v zaškrcených místech mezi jednotlivými semeny, vznikají soudečkovité nebo ploché jednosemenné části. Někdy se struk podrobněji rozděluje podle toho, z jakého gynecea vznikl.

### Jednoplodolistový
Také nazývaný pravý struk (lomentum), vznikl z jednoho plodolistu, přesto je pro jeho metamorfózu řazen mezi plody cenokarpické. Vyskytuje se nejčastěji v čeledi bobovitých, např. u rodů čičorky (Coronilla), jerlínu (Sophora), kopyšníku (Hedysarum) nebo štědřence (Laburnum).
Někdy vzniká tzv. rámcový struk (craspedium), při rozpadu zůstanou zachovány hřbetní a břišní švy a jednosemenné díly struku vypadávají z takto utvořeného rámečku. Nachází se např. u akácie (Acacia)

### Dvouplodolistový
Mnohdy nazývaný dvojstruk (bilomentum, lomentise siliqua), vznikl ze dvou plodolistů, je tedy pravý cenokarpický plod. Nejčastěji se vyskytuje v čeledi brukvovitých, např. u ředkve ohnice (Raphanus raphanistrum).

## Galerie – struk

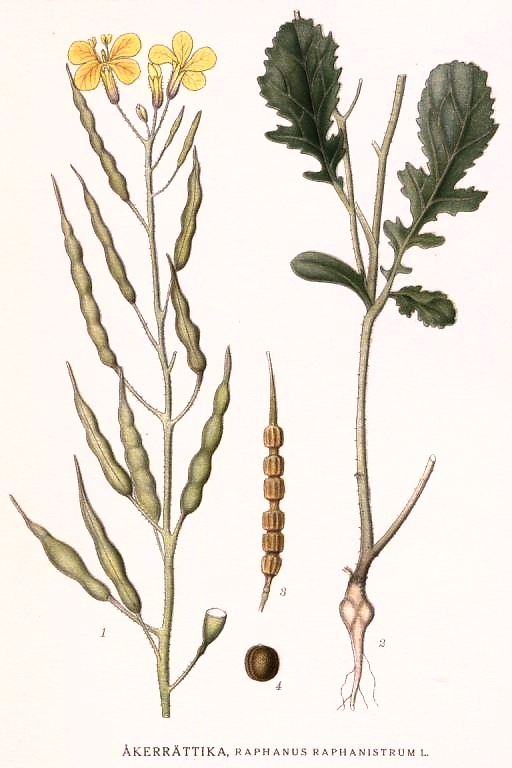
Ředkev ohnice (Raphanus raphanistrum)
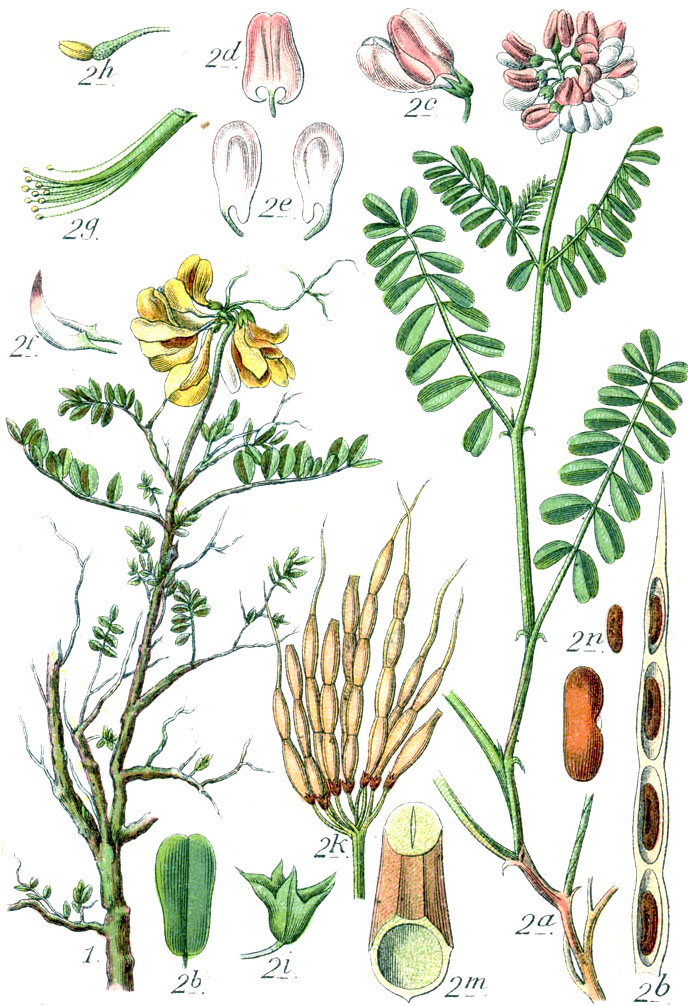
Čičorka (Coronilla)
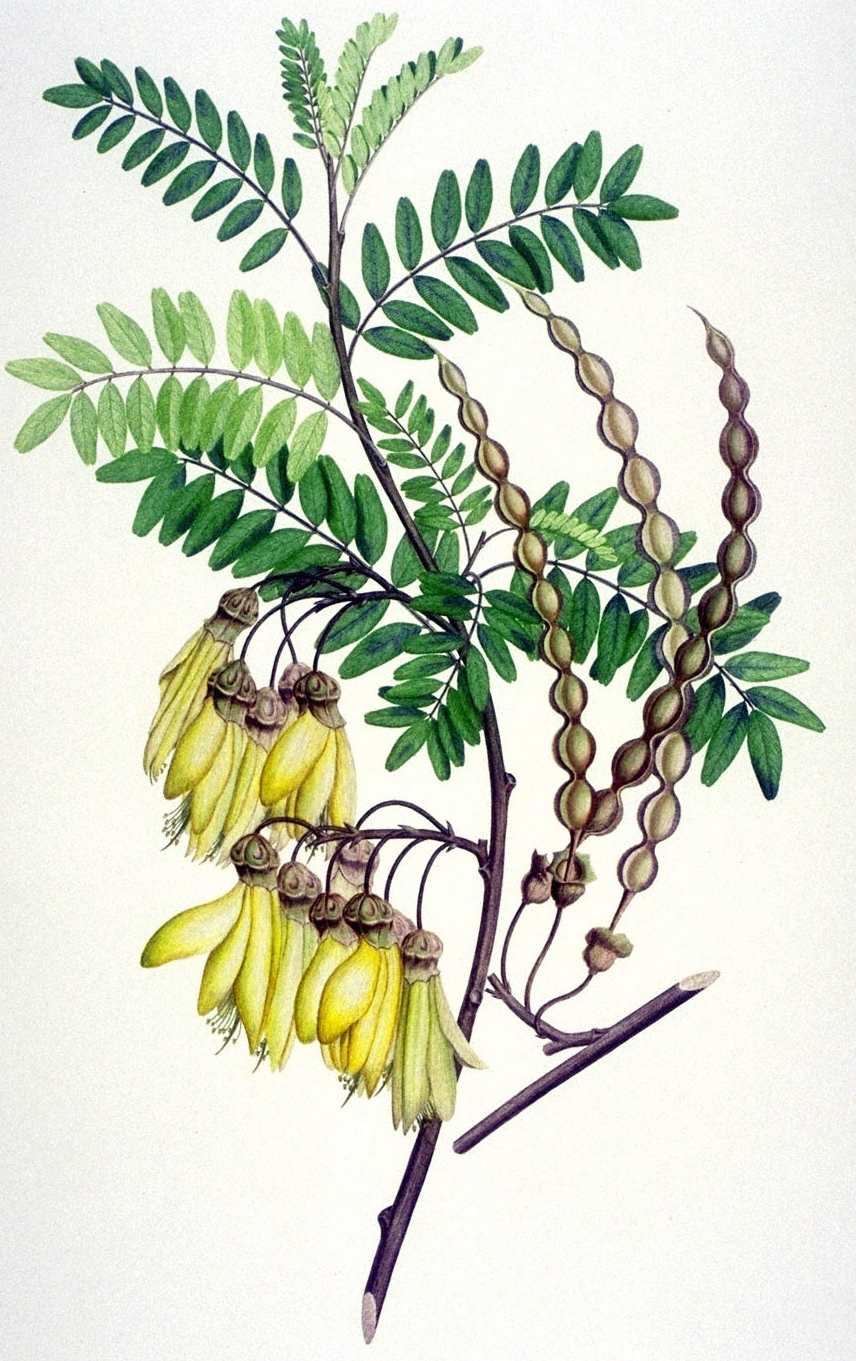
Jerlín (Sophora)
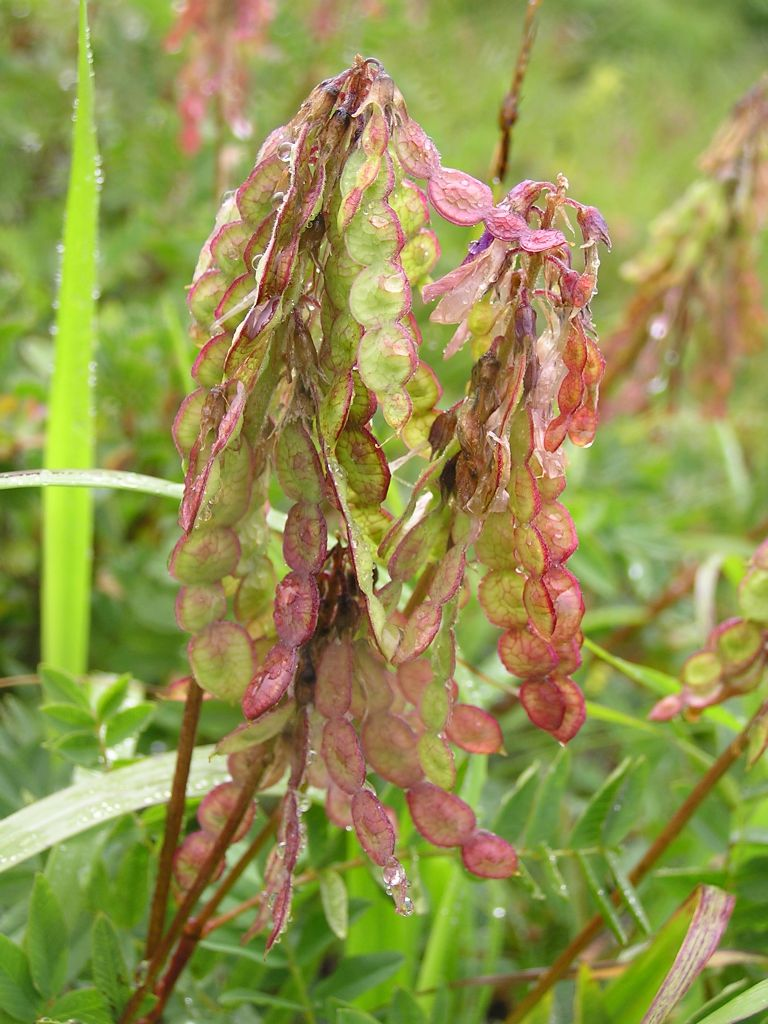
Kopyšník (Hedysarum)